# Scorpaena porcus
Rascasse brune
Espèce
Scorpaena porcus, communément nommée la rascasse brune, est une espèce de poissons marins benthiques de la famille des Scorpaenidae.

## Description
La rascasse brune est un poisson de petite taille pouvant atteindre 30 cm de long, toutefois la taille moyenne est de 15 cm.
Le trait physique qui caractérise l'espèce est constitué par les excroissances cutanées développées au-dessus de chaque œil. Munie d'une tête massive avec de gros yeux et des excroissances cutanées de taille réduite réparties sur tout le corps, sa nageoire dorsale est épineuse. La coloration du corps est toujours à dominante brune, parfois jaunâtre, voire rosée.

## Distribution et habitat
L'espèce se rencontre en mer Méditerranée et dans la mer Noire, mais également sur certaines façades atlantiques orientales: des côtes du Royaume-Uni aux côtes du nord de l'Afrique (Maroc) jusqu'à l'archipel des Açores.
La rascasse brune est commune dans une zone de profondeur comprise entre 2 m et 228 m avec une moyenne à 20 m. Cette espèce apprécie les fonds exposés à la lumière comme les lagunes, les herbiers ou les sites rocheux avec une forte densité en algues.

## Alimentation
La rascasse brune se nourrit de petits poissons, de crevettes et autres petits crustacés passant à sa portée.

## Comportement
Benthique, solitaire, nocturne, la rascasse brune chasse à l'affût en attendant le passage de ses proies potentielles.

## Sources bibliographiques
- Patrick Louisy, Guide d'identification des poissons marins, Europe et Méditerranée, Paris, Ulmer, 2002, 430 p. (ISBN 2-84138-145-5)
- Hervé Chaumeton et Collectif, Poissons de mer, Artémis, 2009 (ISBN 978-2-84416-651-7)